# Liste des monuments historiques de Haguenau
Ce tableau présente la liste de tous les monuments historiques de Haguenau (Bas-Rhin), classés ou inscrits.

## Monuments historiques
Selon la base Mérimée, il y a 22 monuments historiques à Haguenau, inscrits ou classés.
| Monument | Adresse                                               | Coordonnées                      | Notice         | Protection | Date | Illustration                                                                                               |
| --- | ----------------------------------------------------- | -------------------------------- | -------------- | ---------- | ---- | --- |
| Église Saint-Georges église                                                                                 |                                                       | 48° 48′ 50″ nord, 7° 47′ 12″ est | « PA00084724 » | Classé     | 1930 | Église Saint-Georgeséglise                                                                                 |
| Église Saint-Nicolas église                                                                                 | Grand-Rue                                             | 48° 49′ 13″ nord, 7° 47′ 32″ est | « PA00084725 » | Inscrit    | 1930 | Église Saint-Nicolaséglise                                                                                 |
| Fontaine aux Abeilles fontaine                                                                              | Square Saint-Georges Rue des Écoles Rue Saint-Georges | 48° 48′ 49″ nord, 7° 47′ 10″ est | « PA00084727 » | Classé     | 1984 | Fontaine aux Abeillesfontaine                                                                              |
| Fontaine fontaine                                                                                           | Place Saint-Georges Grand-Rue                         | 48° 48′ 49″ nord, 7° 47′ 15″ est | « PA00084726 » | Inscrit    | 1939 | Fontainefontaine                                                                                           |
| Grenier de l'hôpital grenier                                                                                | 2, rue de la Filature                                 | 48° 49′ 08″ nord, 7° 47′ 13″ est | « PA00084734 » | Inscrit    | 1969 | Grenier de l'hôpitalgrenier                                                                                |
| Grenier Saint-Georges grenier                                                                               | 10, rue du Grenier                                    | 48° 48′ 46″ nord, 7° 47′ 07″ est | « PA00084735 » | Inscrit    | 1930 | Grenier Saint-Georgesgrenier                                                                               |
| Hôpital civil façades, toitures, chapelle                                                                   | 5, place d'Armes                                      | 48° 48′ 54″ nord, 7° 47′ 19″ est | « PA00084728 » | Inscrit    | 1930 | Hôpital civilfaçades, toitures, chapelle                                                                   |
| Hôpital militaire et bourgeois prison                                                                       | 24, Rue André Traband                                 | 48° 48′ 57″ nord, 7° 47′ 10″ est | « PA00085269 » | Inscrit    | 1990 | Hôpital militaire et bourgeoisprison                                                                       |
| Hôtel du bailli Hoffmann façades, toitures des quatre ailes sauf adjonctions récentes, escalier à balustres | 55-57, Grand-Rue                                      | 48° 48′ 50″ nord, 7° 47′ 16″ est | « PA00084730 » | Inscrit    | 1985 | Hôtel du bailli Hoffmannfaçades, toitures des quatre ailes sauf adjonctions récentes, escalier à balustres |
| Hôtel Barth façade sur rue, toiture, escalier                                                               | 59, Grand-Rue                                         | 48° 48′ 50″ nord, 7° 47′ 16″ est | « PA00084733 » | Inscrit    | 1930 | Hôtel Barthfaçade sur rue, toiture, escalier                                                               |
| Hôtel du Commandant-de-la-Place façades, toitures                                                           | 11, rue Georges-Clemenceau                            | 48° 48′ 48″ nord, 7° 47′ 21″ est | « PA00084731 » | Inscrit    | 1930 | Hôtel du Commandant-de-la-Placefaçades, toitures                                                           |
| Hôtel de Fleckenstein façade principale et du bâtiment annexe, toiture, ancienne chapelle, plafonds en stuc | 6-8, impasse Fleckenstein                             | 48° 48′ 51″ nord, 7° 47′ 29″ est | « PA00084729 » | Inscrit    | 1930 | Hôtel de Fleckensteinfaçade principale et du bâtiment annexe, toiture, ancienne chapelle, plafonds en stuc |
| Hôtel de Koenigsbruck façade principale avec ferronneries, toiture                                          | 142, Grand-Rue                                        | 48° 49′ 00″ nord, 7° 47′ 33″ est | « PA00084732 » | Inscrit    | 1930 | Hôtel de Koenigsbruckfaçade principale avec ferronneries, toiture                                          |
| Maison façade avec oriel, toiture                                                                           | 104, Grand-Rue                                        | 48° 48′ 53″ nord, 7° 47′ 27″ est | « PA00084736 » | Inscrit    | 1930 | Maisonfaçade avec oriel, toiture                                                                           |
| Maison des Anneaux décor du vestibule avec revêtement mural, menuiseries, pavement, plafond et vitraux      | 5, rue des Anneaux                                    | 48° 48′ 48″ nord, 7° 47′ 18″ est | « PA67000065 » | Inscrit    | 2005 | Maison des Anneauxdécor du vestibule avec revêtement mural, menuiseries, pavement, plafond et vitraux      |
| Maison à la Cour verte façades avec tourelle d'escalier, galeries sur cour                                  | 127, Grand-Rue                                        | 48° 49′ 01″ nord, 7° 47′ 32″ est | « PA00084737 » | Inscrit    | 1930 | Maison à la Cour vertefaçades avec tourelle d'escalier, galeries sur cour                                  |
| Porte des Chevaliers porte                                                                                  |                                                       | 48° 49′ 05″ nord, 7° 47′ 14″ est | « PA00084738 » | Inscrit    | 1930 | Porte des Chevaliersporte                                                                                  |
| Porte de Wissembourg porte                                                                                  |                                                       | 48° 49′ 16″ nord, 7° 47′ 29″ est | « PA00084739 » | Inscrit    | 1930 | Porte de Wissembourgporte                                                                                  |
| Sécherie de pommes de pins sylvestres sècherie avec installations techniques                                | Rue des Dominicains                                   | 48° 48′ 57″ nord, 7° 47′ 32″ est | « PA00125216 » | Inscrit    | 1993 | Sécherie de pommes de pins sylvestressècherie avec installations techniques                                |
| Synagogue synagogue                                                                                         | Rue du Grand-Rabbin-Bloch                             | 48° 48′ 50″ nord, 7° 47′ 26″ est | « PA00084740 » | Inscrit    | 1984 | Synagoguesynagogue                                                                                         |
| Théâtre municipal théâtre                                                                                   | 2, place du Maire-Guntz                               | 48° 48′ 46″ nord, 7° 47′ 20″ est | « PA00135144 » | Inscrit    | 1995 | Théâtre municipalthéâtre                                                                                   |
| Tour des Pêcheurs tour, arche                                                                               |                                                       | 48° 48′ 53″ nord, 7° 47′ 34″ est | « PA00084741 » | Classé     | 1923 | Tour des Pêcheurstour, arche                                                                               |

## Mobiliers historiques
Selon la base Palissy, il y a 49 objets monuments historiques à Haguenau.
| Monument historique | Localisation                                                                      | Protection | Date de la protection | Référence            | Photo |
| --- | --------------------------------------------------------------------------------- | ---------- | --------------------- | -------------------- | ----- |
| cadran solaire (multiface) | cimetière Saint-Georges                                                           | classé     | 1997                  | Notice no PM67000784 |       |
| statue : Sainte-Catherine d'Alexandrie | couvent des Annonciades                                                           | inscrit    | 1991                  | Notice no PM67001636 |       |
| 2 autels, 2 tableaux (autels secondaires) : Sainte-Marie-Madeleine, Saint-Augustin | couvent des Annonciades                                                           | classé     | 1997                  | Notice no PM67000803 |       |
| autel, tableau (maître-autel) | couvent des Annonciades                                                           | classé     | 1997                  | Notice no PM67000802 |       |
| stalles, lambris de revêtement, 4 statues : les Pères de l'Église, style Louis XV, style Louis XVI                                                                                    | couvent de prémontrés de la Vierge, Saint-Paul, Saint-Nicolas, église paroissiale | classé     | 1982                  | Notice no PM67000600 |       |
| chaire à prêcher | couvent de prémontrés de la Vierge, Saint-Paul, Saint-Nicolas, église paroissiale | classé     | 1982                  | Notice no PM67000598 |       |
| ostensoir | couvent de prémontrés de la Vierge, Saint-Paul, Saint-Nicolas, église paroissiale | classé     | 1978                  | Notice no PM67000111 |       |
| Saint-Sépulcre | couvent de prémontrés de la Vierge, Saint-Paul, Saint-Nicolas, église paroissiale | classé     | 1982                  | Notice no PM67000109 |       |
| tableau : le Couronnement de la statue de la Vierge en 1859 | église Notre-Dame-des-Douleurs                                                    | classé     | 2003                  | Notice no PM67000909 |       |
| tableau : l'Origine légendaire de Marienthal | église Notre-Dame-des-Douleurs                                                    | classé     | 2003                  | Notice no PM67000908 |       |
| statue de pèlerinage : Vierge à 'Enfant dite Notre-Dame de la Joie | église Notre-Dame-des-Douleurs                                                    | classé     | 2003                  | Notice no PM67000907 |       |
| groupe sculpté de pèlerinage : Vierge de Pitié avec son Fils mort sur ses genoux | église Notre-Dame-des-Douleurs                                                    | classé     | 2003                  | Notice no PM67000906 |       |
| crèche (éléments) : Vierge agenouillée devant l'Enfant, Saint-Joseph, archer agenouillé et soldat agenouillé                                                                          | église paroissiale catholique Saint-Georges                                       | inscrit    | 1991                  | Notice no PM67001648 |       |
| statues | église paroissiale catholique Saint-Georges                                       | inscrit    | 1991                  | Notice no PM67001647 |       |
| trois statues : Vierge à l'Enfant assise, Vierge à l'Enfant debout et Vierge de Pitié avec socle Louis XVI                                                                            | église paroissiale catholique Saint-Georges                                       | inscrit    | 1991                  | Notice no PM67001646 |       |
| reliquaire de Saint-Sébastien | église paroissiale catholique Saint-Georges                                       | inscrit    | 1991                  | Notice no PM67001645 |       |
| croix-reliquaire | église paroissiale catholique Saint-Georges                                       | inscrit    | 1991                  | Notice no PM67001644 |       |
| reliquaire : Saint-Louis de Gonzague | église paroissiale catholique Saint-Georges                                       | inscrit    | 1991                  | Notice no PM67001643 |       |
| statue : Vierge de l'immaculée Conception | église paroissiale catholique Saint-Georges                                       | inscrit    | 1991                  | Notice no PM67001642 |       |
| deux reliquaires (paire de reliquaires) de Saint-Georges, de Saint-Sébastien, de Sainte-Richarde, de Sainte-Odile, de Saint-Théodore et de Saint-Bartholomé                           | église paroissiale catholique Saint-Georges                                       | inscrit    | 1991                  | Notice no PM67001641 |       |
| quatre confessionnaux | église paroissiale catholique Saint-Georges                                       | inscrit    | 1991                  | Notice no PM67001640 |       |
| bannière de procession de la congrégation mariale des hommes | église paroissiale catholique Saint-Georges                                       | inscrit    | 1991                  | Notice no PM67001639 |       |
| autel secondaire de la Vierge, retable et tableau | église paroissiale catholique Saint-Georges                                       | inscrit    | 1991                  | Notice no PM67001638 |       |
| statue de la congrégation mariale des hommes : Vierge de l'Immaculée Conception | église paroissiale catholique Saint-Georges                                       | classé     | 1997                  | Notice no PM67000800 |       |
| statue de la congrégation mariale des femmes : Vierge de l'Immaculée Conception | église paroissiale catholique Saint-Georges                                       | classé     | 1997                  | Notice no PM67000801 |       |
| statue : Vierge à l'Enfant | église paroissiale catholique Saint-Georges                                       | classé     | 1997                  | Notice no PM67000799 |       |
| armoire à archives | église paroissiale catholique Saint-Georges                                       | classé     | 1997                  | Notice no PM67000798 |       |
| chaire à prêcher | église paroissiale catholique Saint-Georges                                       | classé     | 1997                  | Notice no PM67000797 |       |
| tour eucharistique custode du Saint-Sacrement | église paroissiale catholique Saint-Georges                                       | classé     | 1997                  | Notice no PM67000796 |       |
| monument sépulcral de Jacques de Fleckenstein et de Véronique d'Andlau | église paroissiale catholique Saint-Georges                                       | classé     | 1997                  | Notice no PM67000795 |       |
| retable (triptyque) : Vierge à l'Enfant entourée de Saint-André et Sainte-Barbe, Sainte-Anne portant la Vierge enfant et Jésus, Saint-Martin et Saint-Nicolas, dit du Saint-Sacrement | église paroissiale catholique Saint-Georges                                       | classé     | 1991                  | Notice no PM67000543 |       |
| retable (triptyque) du Jugement dernier, Christ et Saint-Jean-Baptiste, Annonciation, Nativité, Adoration des Mages                                                                   | église paroissiale catholique Saint-Georges                                       | classé     | 1991                  | Notice no PM67000542 |       |
| 2 cloches | église paroissiale catholique Saint-Georges                                       | classé     | 1982                  | Notice no PM67000115 |       |
| ostensoir-monstrance | église paroissiale catholique Saint-Georges                                       | classé     | 1967                  | Notice no PM67000113 |       |
| croix de procession : Christ en croix | église paroissiale catholique Saint-Georges                                       | classé     | 1967                  | Notice no PM67000112 |       |
| statue : Vierge, dite Vierge à l'Enfant au scapulaire | église Saint-Nicolas                                                              | inscrit    | 1991                  | Notice no PM67001637 |       |
| orgue de tribune | église Saint-Nicolas                                                              | classé     | 1982                  | Notice no PM67001022 |       |
| orgue de tribune : buffet d'orgue ; garde-corps de tribune (balustrade) | église Saint-Nicolas                                                              | classé     | 1982                  | Notice no PM67000597 |       |
| meuble de sacristie (armoire) | hôpital, ancien hôpital civil                                                     | classé     | 1998                  | Notice no PM67000814 |       |
| calice | maison des Prêtres                                                                | classé     | 2003                  | Notice no PM67000912 |       |
| groupe sculpté : la Déploration | maison des Prêtres                                                                | classé     | 2003                  | Notice no PM67000911 |       |
| triptyque : la Crucifixion avec donateurs entourée de Saint-Jean-Baptiste et de Sainte-Madeleine, l'Annonciation                                                                      | maison des Prêtres                                                                | classé     | 2003                  | Notice no PM67000910 |       |
| relief : dormition de la Vierge | prieuré de guillelmites                                                           | classé     | 1982                  | Notice no PM67000603 |       |
| relief : Saint-Sépulcre | prieuré de guillelmites                                                           | classé     | 1982                  | Notice no PM67000601 |       |
| ostensoir, dit ostensoir de la reine | prieuré de guillelmites                                                           | classé     | 1978                  | Notice no PM67000114 |       |
| fontaine d'ablutions (fontaine de synagogue) | synagogue                                                                         | classé     | 1985                  | Notice no PM67000119 |       |
| fontaine d'ablutions (fontaine de synagogue) | synagogue                                                                         | classé     | 1985                  | Notice no PM67000118 |       |
| tympan | synagogue                                                                         | classé     | 1985                  | Notice no PM67000117 |       |
| plaque commémorative | synagogue                                                                         | classé     | 1985                  | Notice no PM67000116 |       |